# 興津正太郎
興津 正太郎（おきつ しょうたろう、1996年4月18日 - ）は、日本の俳優。兵庫県尼崎市出身。
劇団東俳所属。2023年3月31日を以て劇団東俳を退所した。

## 出演

### テレビドラマ
- 蹴鞠師（2006年、関西テレビ）七海慎一（幼少） 役
- 連続テレビ小説（NHK）
  - ちりとてちん（2007年）
  - ウェルかめ 第11週・第24週（2009年・2010年）勅使河原和之 役
  - ごちそうさん（2014年） 小関 役
  - あさが来た（2015年9月28日 - 2016年4月2日） 今井久太郎 役
- わたしが子どもだったころ みうらじゅん篇（2007年、BS-hi）みうらじゅん 役
- その時歴史が動いた 藤原道長篇（2008年、NHK）後一条天皇 役
- パンダが町にやってくる （2008年、TBS）富田順 役
- 喧騒の街、静かな海（2016年、NHK）道彦 役
- ヒロシマ8.6ドラマ ふたりのキャンバス（2017年8月1日中国地方先行放送・8月5日全国放送、NHK広島） - 高嶋陸 役
- 大河ドラマ（NHK）
  - 麒麟がくる（2020年） - 松平広忠の近習 役
  - 青天を衝け（2021年） - 山本三四郎 役
- 一橋桐子の犯罪日記 第4話（2022年） - 動画配信者 役

### その他のテレビ番組
- 花影忍法帳コミ☆トレ（2009年 - 2011年、NHK教育テレビ）しおん 役

### 映画
- SEMI 鳴かない蝉（2003年）
- 合葬（2015年）

### オリジナルビデオ
- みーちゃんとゆうすけの交通安全（2004年）ゆうすけ 役

### CM
- タカキベーカリー
- 小林製薬 マカ・ウコン・ニンニク
- 関西電力『あなたの近くで篇』

### 舞台
- 五木ひろし流行歌100年（2007年）

### ラジオドラマ
- 四頭の羊（2008年、NHK-FM）同級生 役
- 青春アドベンチャー プリンセス・トヨトミ（2009年、NHK-FM）木村弟 役
- 青春アドベンチャー ふたつの剣（2009年、NHK-FM）野間恒（幼少） 役